# 熊坂伸子
熊坂 伸子（くまさか のぶこ、1952年8月30日 - ）は、日本の政治家。元岩手県宮古市議会議員、元滝沢村(現滝沢市)助役、元普代村教育委員会教育長。博士(経営学)。

## 人物・来歴
岩手県宮古市生まれ。岩手県立宮古高等学校を経て弘前大学理学部生物学科を卒業。卒業後、青森地方裁判所弘前支部に勤務（事務官）。
退職後3人の子育ての傍ら、慶應義塾大学文学部人間関係学科（学士入学・通信制）を卒業。東北大学大学院経済学研究科現代応用経済学専攻博士課程前期修了。修士論文は「地方自治体の福祉支出が地域に及ぼす経済効果ー秋田県鷹巣町の事例ー」。同博士課程後期を修了して博士号(経営学)を取得した。博士論文は「わが国市町村の政策評価ーNPM型政策評価の理論と展開ー」。
2003年5月から2005年3月まで、滝沢村助役を務める。当時、滝沢村では村長の柳村純一によって、民間企業の経営手法に範を取った行政改革が実施されていた。熊坂は柳村の改革理論に沿う人物として村外から招聘された。しかし、2004年6月に「地方議会は住民の代表ではない」等の発言をしたとして減給となった。減給は村長・助役ともに半年間5%を差し引く形で実施された。
村は組織の簡略化に伴って部長に権限を移譲し、助役を廃止する条例を議会に提案したことから、2005年3月末に辞任した。辞任後に柳村は「理論が先行しすぎて現場とのずれが出たようだ。」と評した。熊坂は、後日盛岡タイムスのインタビューに「議員一人ひとりは立派な方たちだが、議会という組織になると対応が難しかった」「今後、継続的に地方議会の在り方というのは議論されていくのかなと思っている」と答えている。なお辞任後に退職金全額にあたる319万円余りを滝沢村に寄付している。柳村村長は、寄付金の使い道について「前助役の意向に沿う形で村内女性団体の自立支援に活用したい」と話した。
2006年4月から2014年3月(2期8年間)まで、普代村教育長に就任。在任中に普代村では岩手県では初の小中一貫教育が実施された。東日本大震災後は、普代村災害対策副本部長として震災復興に当たる。退任後に小中一貫校建設費として600万円を村に寄付している。
2015年10月から2017年3月まで、お茶の水女子大学大学院人間文化創成科学研究科人間発達科学専攻教育科学領域に研究生として在籍し、小中一貫教育の研究にあたった。
2017年6月25日執行の宮古市議会議員補欠選挙（欠員5）で有効投票数の43.9%にあたる12,450票を獲得して当選した。2018年4月22日執行の宮古市議会議員一般選挙（定数22）では、3,553票を獲得しトップ当選（ちなみに2位の得票は1,782票）をした。2018年5月から教育民生常任委員会委員長。2019年11月に設立された岩手県内の女性議員らによる組織「岩手ウィメンズネット」の事務局長を務める。2020年、防災士の資格を取得。
2021年6月27日執行の宮古市長選挙において、有効得票数の49,7%にあたる13759票を獲得するも169票の僅差で落選。ちなみに市議会議員は市長選挙立候補により6月20日付けで自動失職。2022年3月、居場所づくりを目的としたブックカフェ「ことの葉」を開設。

## 家族
夫は宮古市長を3期務めた熊坂義裕。

## 著書
- 『自治体経営革命』（熊坂義裕,本吉達也,大滝精一と共著）メタモル出版、2003年
- 『NPMと政策評価』ぎょうせい、2005年
- 『730日・伸子助役奮闘記』岩手メディカルプランニング、2006年
- 『あおのくにの子どもたちとともに―普代村教育長8年間の軌跡―』岩手メディカルプランニング、2014年
- 『検証・小中一貫教育のマネジメント』第一法規、2017年9月
- 『がんと折り合いをつけて生きる』（熊坂義裕,高橋都,村上晶彦と共著）岩手日報社、2024年11月。ISBN 9784872018585